# メディコム
株式会社 メディコムは、徳島県徳島市中徳島町に本社を置く出版社。タウン情報トクシマ、さらら、CU、結婚しちゃお!等の出版物を発行している。

## 会社概要
- 所在地：〒770-8529 徳島県徳島市中徳島町2丁目5-2 徳島新聞放送会館6階
- 設立：1997年（平成9年）6月2日
- 資本金：5,000万円
- 売上高：3億3,000万円（2006年度）

## 沿革
- 1997年 設立。快適生活フリーペーパー「さらら」創刊（徳島新聞社より受注）。
- 1999年 自分流のくらしマガジン「ぽるた」創刊（徳島新聞社より受注）。ふつうの福祉マガジン「ふ」創刊（徳島県社会福祉協議会より受注）。
- 2000年 「あそぼん」シリーズ創刊（徳島新聞販売店協同組合より受注）。ジモティ大暴れブック「ジモジモ」創刊（徳島県庁より受注）。
- 2001年 徳島、ホンネの情報誌「PORTA」創刊（徳島新聞社より受注）。
- 2002年 徳島ニュースマガジン「月刊タウン情報トクシマ」創刊。
- 2003年 徳島ナースセンターマガジン「スーパーナース」創刊（徳島県看護協会より受注）。ラーメン・中華そば非公式ガイドブック「ラ魂!」発行。
- 2004年 トクシマの女性誌「月刊タウン情報CU*」創刊。
- 2006年 鳴門のちゅるちゅるうどん探訪記「鳴ちゅる」発行。徳島のレジャースポット1000「トクシマ休日計画1000」発行。徳島のウエディング情報総合マガジン「徳島ウエディング」発行。徳島で結婚を決意したら読む本「結婚しちゃお!」創刊。
- 2007年 街のかわいいガイドブック「100book」12冊同時発行。
- 2010年 徳島結婚式場ガイド「BEST BRIDAL」発行。1杯のラーメンに秘められた人間ドラマが 今、明かされる「とくしまラーメン団」発行。お腹がすいたらひらく本「徳島 はらぺこ団」発行。夢のマイホーム計画「徳島の家」発行。
- 2010年 徳島のカフェをめぐる案内本「カフェ組」発行。徳島に生きる人たちをただひたすらに追いかける「徳島人」創刊。ステキなお店でごはんを食べよう「徳島 おしゃれ食堂」発行。

## 自社発行
- 徳島ニュースマガジン「月刊タウン情報トクシマ」
- 徳島の女性誌「月刊タウン情報CU*」
- 徳島に生きる人たちをただひたすらに追いかける「徳島人」（2020年3月号をもって休刊）
- 徳島の結婚情報誌「結婚しちゃお!」
- 単行本「鳴ちゅる」「休日計画1000」

他

## 受託編集
- 徳島新聞社発行・とくしまの生活情報紙「さらら」
- 徳島県看護協会広報誌「スーパーナース」